# 超半方形

由兩個交錯立方體作為兩個複合半立方體的示例圖

在幾何學中，超半方形（也被叫做{\displaystyle n}維半方形）是一系列的{\displaystyle n}維多胞形，其構造為一個交錯的{\displaystyle n}維超方形，標籤為{\displaystyle h\gamma _{n}}以作為半個立方體系列{\displaystyle \gamma _{n}}。一半的頂點被交錯的去除，並於原位生成新的次胞。{\displaystyle 2n}次胞成為了{\displaystyle 2n(n-1)}-維超半方形，而{\displaystyle 2^{n}(n-1)}-維單純形次胞代替了原本頂點被去除的位置。
超半方形的命名皆為原超方形的前面加上半：半立方體、半超立方體、依此類推。半立方體等同於一個正四面體，而一個半超立方體等同於一個正十六胞體。而五維半超方形被認為是半正的，原因在於只有正次胞。較高維的形式不具有所有規則的次胞，而是均勻多胞體。